# Luussaare soo
Luussaare soo är en mosse i Estland. Den ligger i landskapet Lääne-Virumaa, 120 km öster om huvudstaden Tallinn.